# Richard Allen Davis
Richard Allen Davis (San Francisco, 2 giugno 1954) è un assassino statunitense i cui casi penali hanno promosso il sostegno all'approvazione della "legge dei tre reati" della California per i delinquenti abituali e la legge sull'impegno civile involontario per i criminali e i predatori sessuali.
È stato condannato nel 1996 per omicidio di primo grado in circostanze speciali (furto con scasso, rapina, sequestro di persona e tentato atto osceno su un bambino di età inferiore ai 14 anni) della dodicenne Polly Klaas. Dall'aprile del 2022, rimane nella pena di morte della California nel Centro di Aggiustamento presso la prigione statale di San Quentin.

## Primi anni di vita

### Infanzia
Davis è nato a San Francisco da Robert Davis ed Evelyn Smith, ed è il terzo dei loro cinque figli. Ha due fratelli più grandi, Donald e Ronald, e due sorelle più piccole, Darlene e Patricia (defunta). È un erede parziale dei Paiute Nordici della nonna materna, Norma Wasson Johnny, con la quale insieme alla sua famiglia hanno vissuto per un periodo prima che suo padre li trasferisse in una casa a La Honda .
I suoi primi anni di vita furono sfavorevoli; i suoi genitori erano entrambi alcolisti e una volta sua madre aveva punito lui e i suoi fratelli per aver fumato bruciandogli le mani su un fornello caldo. Inoltre, in un'altra occasione, sua madre gli ha trattenuto le mani su un fornello caldo per aver giocato con i fiammiferi quando aveva tre anni. È stato testimone di molte controversie domestiche violente tra i suoi genitori, che si separarono quando aveva 9 anni, portando sua madre a riportare lui e i suoi fratelli dalla nonna materna. La coppia divorziò quando Davis aveva 11 anni e ai bambini fu lasciata la libertà di scegliere con chi avrebbero voluto vivere; Davis e le sue sorelle scelsero il padre mentre i suoi fratelli scelsero la madre, anche se poi Donald dopo decide di unirsi al padre. Robert, uno scaricatore di porto, spesso non era in grado o non era disposto a prendersi cura dei suoi figli, quindi li affidava ad altri membri della famiglia, ai badanti che assumeva e alle donne con cui manteneva delle relazioni romantiche. Robert era mentalmente instabile e soffriva di allucinazioni; si dice che abbia portato una pistola fuori casa e abbia sparato ai miraggi. Oltre a ciò, picchiava Richard, rompendogli la mascella in un'occasione e spingendolo attraverso un muro interno in un'altra, ed era noto per essere duro con gli altri. Robert si risposò due volte e Richard mostrava rancore con entrambe le sue matrigne.

### Adolescenza
Quando aveva 14 anni, la sorella di Richard, Patricia, morì per motivi di malattia a soli 10 anni. Davis era già coinvolto in azioni criminali sin dall'inizio della sua adolescenza. All'età di 12 anni, fu messo in arresti domiciliari per furto e contraffazione, e nuovamente a 15 anni per furto. Ha abbandonato la scuola durante il secondo anno di liceo. Ha detto a uno psichiatra che rubare alleviava le "tensioni" che si stessero accumulando dentro di lui. A 17 anni, quando Davis era in tribunale per un furto di motocicletta, un giudice gli disse che poteva andare alla Autorità giovanile della California o arruolarsi nell'esercito degli Stati Uniti . Scelse quest'ultimo e ricevette il congedo generale dopo 13 mesi di servizio.
Il 12 ottobre del 1973, Davis si recò a una festa a casa della diciottenne Marlene Voris. Quella stessa notte, Voris fu ritrovata deceduta con un colpo di pistola. Sulla scena c'erano sette lettere d'addio. La polizia ha concluso che si è suicidata, anche se gli amici di Voris credono che sia stato Davis a ucciderla. Nel 1977 disse ad uno psichiatra che la morte di Voris lo aveva profondamente colpito. Aveva sentito la sua voce nella sua testa e, altre volte, appariva la voce di un'altra donna, che gli diceva che voleva essere aggredita, saccheggiata o stuprata. Poche settimane dopo la morte di Voris, Davis fu arrestato per aver tentato di dare in pegno alcuni beni che aveva rubato. Ha confessato di aver commesso una serie di furti a La Honda e ha scontato sei mesi nella prigione della contea. Cinque settimane dopo il suo rilascio, il 13 maggio 1974, fu arrestato per un altro furto. È stato condannato a una pena da 6 mesi a 15 anni di carcere; ciononostante, è stato rilasciato per buona condotta dopo aver scontato un anno di pena.
A Davis fu diagnosticato il disturbo evitante di personalità, il disturbo antisociale di personalità e il disturbo schizoide di personalità.

## Assassinio di Polly Klaas
Il 1 ottobre del 1993, Polly Klaas e due amici stavano facendo una festa in pigiama nella sua casa a Petaluma, in California . Intorno alle 22:30, un Davis intossicato entrò nella loro camera da letto con un coltello preso dalla cucina dei Klaas. Ha detto alle ragazze che non voleva fare del male a nessuno e voleva solo dei soldi. Davis legò entrambi gli amici di Klaas, mise le federe dei cuscini sulle le loro teste e disse loro di contare fino a 1.000. Per poi rapire Klaas.
Un APB (bollettino) con le informazioni della persona sospetta fu diffuso entro i 30 minuti dal rapimento. Ad ogni modo, la trasmissione, fu mandata in onda solo sul Canale 1 dello sceriffo della contea di Sonoma.
A poche ore dal rapimento, in una zona di campagna di Santa Rosa, a circa 20 miglia (32 km) al nord di Petaluma, mentre tornava a casa, una babysitter, notò un veicolo sospetto bloccato in un fosso sul passo carraio privato del suo datore di lavoro. Ha telefonato al proprietario della casa, che ha deciso di partire con la figlia. Mentre percorreva il lungo passo carraio fino a Pythian Road, il proprietario sorpassò Davis. Arrivata ad una stazione di servizio chiamò i servizi d'emergenza e due agenti sono stati inviati sulla chiamata. Gli agenti non erano al corrente del rapimento o della descrizione del sospettato, giacché le unità della Sonoma Valley erano su Canale 3. Gli agenti hanno controllato la patente e il numero di targa di Davis, ma sono tornati senza richieste né mandati. I deputati hanno cercato di convincere il proprietario della casa ad eseguire l'arresto in flagranza di reato per violazione di proprietà privata. Secondo la legge della California, un civile può effettuare un arresto per questo tipo di reato. Il proprietario della casa avrebbe dovuto recarsi al veicolo con gli agenti e dire "ti arresto". Gli agenti avrebbero quindi poi potuto prendere Davis in custodia. Il proprietario della casa si è negato.
Gli agenti hanno chiamato un carro attrezzi per rimuovere l'auto di Davis dal fossato. Prima dell'arrivo del carro attrezzi hanno ispezionato la macchina per bene e non hanno trovato tracce della presenza di nessun altro a bordo dell'auto. L'unica violazione possibile era una confezione di birra aperta, ma Davis non stava guidando al momento del contatto con gli agenti e il semplice possesso di una confezione di birra aperta non era illegale. Prima che a Davis fosse permesso di andarsene, gli fu ordinato di svuotare la birra e gli agenti compilarono una tessera FI (interrogatorio sul campo) con le sue informazioni e la tessera FI fu archiviata.
Il 28 novembre del 1993, la proprietaria di casa stava controllando la sua proprietà dopo che i taglialegna avevano parzialmente ripulito l'area dagli alberi. Ha scoperto elementi che le hanno fatto pensare che potrebbero essere relazionati al sequestro. Ha chiamato il dipartimento dello sceriffo per denunciare la sua scoperta e sono stati inviati agenti e investigatori sulla scena del crimine. Sono stati ritrovati un paio di leggings da ballo distrutti che sono stati successivamente abbinati dal Laboratorio Criminale dell'FBI all'altra parte dei leggings che sono stati presi come prova del crimine la notte del sequestro. Una revisione delle chiamate nella zona il giorno del rapimento ha portato alla luce il contatto con Davis, che era stato identificato solo perché entrambi gli agenti avevano compilato e archiviato la tessera FI. Una volta che l'identità di Davis fu rivelata, anche l'impronta della mano della scena del sequestro fu ricondotta a lui. Le autorità non furono in grado di confrontare l'impronta parziale in precedenza a causa della scarsa qualità dell'impronta rimasta.
Il dipartimento dello sceriffo della contea di Sonoma, in collaborazione con la polizia di Petaluma e l'FBI, ha avviato una perquisizione della proprietà e dell'area di Pythian Road durante un forte temporale. I primi due giorni della ricerca furono mantenuti il più discreti possibile, poiché Davis era sotto sorveglianza in una rancheria indiana vicino a Ukiah, in California . Poiché dalla prima perquisizione non venne trovato nulla e anche la sorveglianza di Davis non diede risultati, si decise di arrestarlo per il sequestro di Klaas.
Mentre Davis veniva interrogato dalla polizia di Petaluma e dall'FBI, venerdì 3 dicembre è stata avviata una ricerca su vasta scala. Il dipartimento dello sceriffo della contea di Sonoma è stato assistito da oltre 500 membri del team di ricerca provenienti da 24 agenzie, provenienti anche dalla contea di Kern, California, e dalla contea di Washoe, Nevada. Lo sforzo di mutuo soccorso è stato coordinato dall'Ufficio dei servizi di emergenza dello Stato della California (ora noto come Ufficio dei servizi di emergenza del governatore della California), dalle squadre della scena del crimine dell'FBI e da numerose altre agenzie statali e federali. Ad oggi, la ricerca rimane una delle più grandi mai condotte in California. Le ricerche proseguirono fino a sabato 4 dicembre. Lo sforzo di ricerca ha prodotto altri elementi di prova ma non ha prodotto alcuna prova di resti umani. La ricerca avrebbe dovuto continuare domenica 5 dicembre, ma la sera del 4 dicembre Davis ha confessato di aver rapito e ucciso Klaas e ha condotto gli investigatori al suo corpo. L'aveva seppellita in una fossa poco profonda appena fuori dall'autostrada 101, a circa un miglio a sud dei confini della città di Cloverdale, in California . La tomba si trova a circa 20 miglia aeree e circa 30 miglia stradali dal luogo di ricerca.
Nonostante Davis abbia ammesso di aver strangolato Klaas a morte, si rifiutò di collaborare con gli investigatori e di procurare una cronologia dei fatti a partire dal 1° di ottobre. Gli investigatori pensavano che avesse paura che entrambe le persone che lo avessero visto potessero chiamare il dipartimento dello sceriffo. Si pensa che l'abbia uccisa prima dell'arrivo dei deputati e che abbia nascosto il suo corpo tra la fitta boscaglia sulla collina soprastante la sua macchina bloccata. Per poi aspettare per un periodo di tempo indeterminato dopo essere stato portato di nuovo sull'autostrada 12, a circa 1,5 miglia da dove la sua macchina era bloccata, e successivamente ritornare indietro per recuperare il corpo della donna. Secondo quanto detto, era senza fiato, sudava copiosamente (nonostante fosse una notte fresca) e aveva ramoscelli e foglie tra i capelli quando è stato contattato dai deputati. Si ritiene inoltre che avesse scelto in anticipo la tomba, poiché non sarebbe stata scoperta da un osservatore casuale. L'area della tomba sarebbe direttamente visibile dall'autostrada 101, ma non la tomba stessa. Doveva guidare dall'Indian Rancheria a Ukiah una volta alla settimana per incontrare il suo agente di sorveglianza e avrebbe visto qualsiasi attività di polizia nella zona.

## Condanna
Un giurato della contea di Santa Clara ha emesso un verdetto di morte il 5 agosto del 1996. Dopo la lettura del verdetto, Davis si è alzato e ha fatto un gesto osceno con le dita usando entrambe le mani verso la telecamera dell'aula giudiziaria. Successivamente, durante la sua sentenza formale, lesse una dichiarazione in cui affermava che Polly gli aveva detto: "Non farmi come faceva mio padre", proprio prima di ucciderla. Ad ogni modo, non ci sono prove che supportano il fatto che Polly abbia mai subito abusi sessuali da parte di suo padre, Marc. Marc ha provato a saltare addosso a Davis ma è stato trattenuto dagli ufficiali giudiziari, di conseguenza ha lasciato l'aula giudiziaria per evitare ulteriori trambusti. Dipoi, il giudice Thomas C. Hastings ha proceduto a condannare formalmente Davis a morte, dicendo: "Signor Davis, questa è sempre una decisione traumatica ed emotiva per un giudice. Oggi hai reso le cose molto semplici con il tuo comportamento." Nel luglio del 2006, Davis è stato trovato privo di sensi nella sua cella a seguito di un'overdose di oppiacei, ma è stato rianimato.

### Appello
Il 1 giugno del 2009, la Corte Suprema della California confermò la pena di morte di Davis. Davis sosteneva che la sua confessione in carcere era inammissibile poiché era stata fatta senza la presenza di un avvocato. La corte ha stabilito che ciò era giustificato dall’eccezione di pubblica sicurezza nel caso Miranda v. Arizona . Il suo avvocato, Phillip Cherney, ha detto ai giornalisti che intendeva chiedere una nuova udienza e che avrebbe presentato un appello di habeas corpus ai tribunali statali e federali.
Dall'aprile del 2022, rimane nella pena di morte della California presso il Centro di aggiustamento della prigione statale di San Quentin.

## Conseguenze
Il bollettino fu diffuso sul canale CHP ( California Highway Patrol ), che solo le radio CHP potevano ricevere. La pratica dei CHP è cambiata dopo il caso. ll sistema radio è stato aggiornato e tali bollettini vengono ora trasmessi su tutti i canali della polizia attraverso un sistema di dispacciamento centralizzato del 911.
In seguito all'omicidio, i politici della California e di altri stati degli Stati Uniti d'America sostennero la legge sui tre reati e la legge sui tre reati della California fu convertita in legge l'8 marzo del 1994.

## Media
Investigation Discovery ha messo in scena il sequestro e l'assassinio in Motives & Murder: Cracking the Case: Who Took Polly Klaas?
(4ª Stagione, 4º Episodio, 22 ottobre del 2014).
La serie televisiva A&E American Justice ha rilasciato l'episodio "Free to Kill: The Polly Klaas Murder". L'episodio rivela le difficoltà che il sistema penale ha di riabilitare i carcerati. Davis faceva entra ed esci dalla prigione e le sue condanne andavano dal sequestro di persona al furto con scasso. L'episodio è andato in onda originariamente il 23 ottobre del 1996.
Il tema del primo episodio della serie thriller di Discovery Channel The FBI Files fu il caso Polly Klaas. L'episodio mostra i dettagli della raccolta di prove da parte degli agenti dell'FBI e della loro caccia al criminale, e fu originariamente mandato in onda il 20 ottobre de 1998.
Il 9 maggio del 2022, Crime Junkie ha trasmesso un episodio su Polly Klaas e ha dibattuto su come il caso abbia dato un esempio per la legge dei Tre Reati della California.
La ABC mandò in onda un episodio di 20/20 focalizzato sul caso Polly Klaas chiamato Taken In The Night il 22 settembre 2023.